# Кларк (округ, Висконсин)
Округ Кларк (англ. Clark County) располагается в США, штате Висконсин. По состоянию на 2010 год, численность населения составляла 34 690 человек. Был основан 6 июля 1853 года, получил своё название в честь американского исследователя и территориального губернатора Уильямa Кларкa.

## География
По данным Бюро переписи США, общая площадь округа равняется 3157 км², из которых 3134 км² суша и 23 км² или 0,7 % это водоемы.

### Соседние округа
- Тейлор (Висконсин) — север
- Маратон (Висконсин) — восток
- Вуд (Висконсин) — юго-восток
- Джэксон (Висконсин) — юг
- О-Клэр (Висконсин) — запад
- Чиппева (Висконсин) — северо-запад

## Демография
По данным переписи населения 2000 года в округе проживает 33 557 жителей в составе 12 047 домашних хозяйств и 8 673 семей. Плотность населения составляет 11 человек на км². На территории округа насчитывается 13 531 жилых строений, при плотности застройки 4 строения на км². Расовый состав населения: белые — 98,05 %, афроамериканцы — 0,13 %, коренные американцы (индейцы) — 0,48 %, азиаты — 0,30 %, гавайцы — 0,01 %, представители других рас — 0,56 %, представители двух или более рас — 0,47 %. Испаноязычные составляли 1,20 % населения независимо от расы .
В составе 35,00 % из общего числа домашних хозяйств проживают дети в возрасте до 18 лет, 61,20 % домашних хозяйств представляют собой супружеские пары проживающие вместе, 6,50 % домашних хозяйств представляют собой одиноких женщин без супруга, 28,00 % домашних хозяйств не имеют отношения к семьям, 23,80 % домашних хозяйств состоят из одного человека, 12,60 % домашних хозяйств состоят из престарелых (65 лет и старше), проживающих в одиночестве. Средний размер домашнего хозяйства составляет 2,73 человека, и средний размер семьи 3,27 человека.
Возрастной состав округа: 29,90 % моложе 18 лет, 7,70 % от 18 до 24, 26,20 % от 25 до 44, 20,20 % от 45 до 64 и 16,00 % от 65 и старше. Средний возраст жителя округа 36 лет. На каждые 100 женщин приходится 100,50 мужчин. На каждые 100 женщин старше 18 лет приходится 98,70 мужчин.